# Лисиц, Регина Климентьевна
Реги́на Климе́нтьевна Ли́сиц (род. 14 июня 1963, Ленинград) — советская и российская пианистка, музыкальный педагог, поэт-песенник, режиссёр драматического театра, лауреат многочисленных фестивалей «Песня года».

## Семья
Сын — Даниил (род. в 1989 году).

## Обучение
- 1982 — музыкальное училище имени Н. А. Римского-Корсакова.
- 1997 — Санкт-Петербургский институт культуры и искусства[1].

## Биография
В 1980—1983 годах работала педагогом в музыкальной школе-лицее (сейчас — имени А. А. Ахматовой).
С 1983 года выбрала себе роль «свободного художника».
В качестве поэта-песенника написала множество известных произведений на музыку Игоря Корнелюка, Игоря Азарова, Анатолия Кальварского, Андрея Косинского.
Песни Регины Лисиц исполняют многие московские и петербургские певцы, в числе которых Эдита Пьеха, Игорь Корнелюк, Марина Капуро, Игорь Азаров, Андрей Косинский, Анне Вески, Любовь Успенская, Ирина Аллегрова, Михаил Боярский, Кабаре-дуэт «Академия».

## Популярные песни
Исполняет Игорь Корнелюк
- «Билет на балет» (музыка Игоря Корнелюка)
- «Возвращайся» (музыка Игоря Корнелюка)
- «Дожди» (музыка Игоря Корнелюка)
- «Город, которого нет» (музыка Игоря Корнелюка)

Исполняет Любовь Успенская
- «Карусель» (музыка Игоря Азарова) исполняет Любовь Успенская
- «Пропадаю я» (музыка Игоря Азарова)
- «Ветер» (музыка Игоря Азарова)
- «Небо» (музыка Игоря Азарова)
- «К Единственному нежному…» (музыка Игоря Азарова)
- «Ещё минута» (музыка Армандо Мансанеро)

Другие
- «Автомобиль» (музыка Андрея Косинского) исполняет Михаил Боярский
- «Встреча» (музыка Игоря Корнелюка) исполняет Михаил Боярский[1][2][3][4]
- «Прежняя печаль» (музыка Игоря Азарова) исполняет Михаил Боярский
- «Белый вечер» (музыка Игоря Корнелюка) исполняет Эдита Пьеха
- «На четвёртом этаже» (музыка Игоря Азарова) исполняет Сергей Чумаков
- «Я обиделась» (музыка Игоря Корнелюка) исполняет кабаре-дуэт «Академия»